# كأس أيرلندا الشمالية 1994–95
كأس أيرلندا الشمالية 1994–95 (بالإنجليزية: 1994–95 Irish Cup)‏ هو موسم من كأس أيرلندا. كان عدد الأندية المشاركة فيه  32، وفاز فيه نادي لينفيلد.